# ケロヨンクラブ
ケロヨンクラブは、オウム真理教から分かれた集団の通称。代表は北澤優子。

## 概要
この集団の代表の北澤優子は、オウム真理教の信者であったが、「我こそは麻原尊師の継承者なり」という神懸り的な言動が目立ち、教団内で煙たがられていた。
そうしたなか、1995年のオウム事件発覚による一連の強制捜査で、麻原彰晃こと松本智津夫をはじめとする多くの教団幹部が逮捕され、教団は大打撃をうけた。教団の生き残りのため、「ヴァジラヤーナ」の教義の封印や麻原の息子を「新教祖」にする「改革」が行われたが、教団指導部の動きに反発して、北澤優子をリーダーとする一団がオウムから分裂した。これが、いわゆる「ケロヨンクラブ」である。名称の由来であるが、「原点に帰る」に引っ掛けてカエルのマスコットを持ち歩いていることからきているという。
麻原は自分の前世のひとつを徳川家光としており、ケロヨンクラブは「徳川家光の縁の地」である日光東照宮に度々訪れていた。他にも、全国各地の神社巡りを行っており、1996年9月には宮崎県の神社から歴代天皇の肖像画を盗んだ容疑で逮捕されている。
2000年4月16日、メンバーの一人がオウム真理教の修行の一種である「温熱修行」の最中に死亡する事件が発生している。｢100℃の温熱修行をやれ（実際に100℃だったかは不明）｣と指示したのは北澤優子だったが、この時は事故として扱われ立件されなかった。ケロヨンクラブでは他にも坂を転がり続ける「コンコロリン」という修行や、氷を1キログラム砕かず飲み込む修行、生きたミミズ千匹を食べる「ミミズ供養」など常軌を逸した修行を行っていたという。
2004年9月10日、修行中のメンバー（前述の温熱修行で死亡したメンバーの姉）が脱法ドラッグ「ドキュン」を飲まされ、ガムテープで拘束され2800回ほど竹刀で打擲された結果死亡する事件が起き、同年10月、代表北澤優子も傷害致死罪で逮捕・起訴された。2011年6月13日、東京地方裁判所の合田悦三裁判長は「多数回殴打することを修行名目で正当化しようとする発想は独り善がりで、社会常識から懸け離れている」と述べ、北澤に懲役8年（求刑懲役10年）を言い渡した。2014年12月8日、最高裁で有罪が確定した。
2004年9月24日、｢修行｣と称して子供5人にたばこの火を押し付けるなど虐待をしていた事件が発覚する。警視庁公安部は同日、傷害致死罪で起訴された2人と別の女性信者の計3人を傷害容疑で書類送検した。調べでは女性信者3人は9月10日、東京都内の信者宅で（前述の竹刀で打擲されたメンバーと同じ日同じ場所）、7～13歳の信者の子供5人の手の甲に煙草の火を押し付けるなどして火傷を負わせた。このうち竹刀で打擲されたメンバーの身内（前述の温熱修行で死亡したメンバーの子供）である子供1人と別信者の子供4人の計5人が虐待を受けていたとみられる。子供達は同年10月、都児童相談所が保護した。
同じ教団の後継団体である、Aleph、ひかりの輪、山田らの集団と異なり、団体規制法の監視対象団体となっていない。滝本太郎によれば、そもそも2010年頃にはすでに崩壊寸前であったとされている。

## 特徴
東京を拠点としており、都内のマンションやアパートなどの集合住宅に分散して活動している。構成員は30名から40名程度、単身の女性が多いのが特徴である。麻原彰晃への帰依を堅持し、麻原彰晃が教祖だった時代のオウム真理教の教義や修行方法を保っている。